# Greenville (contea di Orange, New York)
Greenville è un comune degli Stati Uniti d'America, situato nello stato di New York, nella contea di Orange.